# Cleora crina
Cleora crina là một loài bướm đêm trong họ Geometridae.